# Roots to Branches
Roots to Branches is een album van de Britse progressieve-rockband Jethro Tull, uitgebracht in 1995. Het album voegt een nieuwe dimensie aan Jethro Tull toe, namelijk een Oosterse sound.

## Geschiedenis
Veel Jethro Tull-liefhebbers huiverden bij het horen van de titel van dit album. Zij vroegen zich af of dit het laatste album zou zijn. Gelukkig voor hen verwees de titel naar de tekst van het titelnummer en was het geen biografisch statement van de band.
Tijdens de tournee Roots to Branches werd Ian Anderson opgenomen in een ziekenhuis in Australië toen hij een diepveneuze trombose opliep tijdens een concert. De rest van de tournee werd afgelast. Later werkte hij mee aan reclamespotjes van de stichting Spotlight Health om te waarschuwen voor deze aandoening.
Dit album uit net als Aqualung en Divinities: Twelve Dances with God kritiek op hoe de mens met religie omgaat.

## Nummers
1. Roots to Branches
2. Rare and Precious Chain
3. Out of the Noise
4. This Free Will
5. Valley
6. Dangerous Veils
7. Beside Myself
8. Wounded, Old and Treacherous
9. At Last, Forever
10. Stuck in the August Rain
11. Another Harry's Bar

## Bezetting
- Ian Anderson (zang, dwarsfluit, concertfluit, bansuri, akoestische gitaar)
- Martin Barre (elektrische gitaar)
- Doane Perry (drums)
- Andrew Giddings (keyboards)
- David Pegg (basgitaar)

Gastmuzikant:
- Steve Bailey (basgitaar)